# 阿勒泰区 (东哈萨克斯坦州)
阿勒泰区（羅馬化：Altaı aýdany，羅馬化：Raion Altai），2019年之前称济良（羅馬化：Zyrıan aýdany）或济良诺夫斯克 （俄语：Зыряновский район），哈萨克斯坦共和国东部东哈萨克斯坦州北部的一个区，与俄罗斯联邦接壤，首府位于阿勒泰镇。
该区人口数据：35,281（2013年估计）， 38,352 （2009年人口普查结果）， 49,833（1999年人口普查结果）。